# Здесь и теперь
Здесь и теперь (здесь и сейчас; лат. hic et nunc) — характеристика отношения субъекта и пространства и времени. Используется в философии, психологии и средствах массовой информации.

## Буддизм
Принцип здесь и теперь является центральным психологическим понятием в буддийской медитации и буддийском мировосприятии.
Пребывать здесь и теперь значит: смотреть на то, что находится здесь вокруг тебя прямо сейчас, слушать звуки, которые звучат прямо здесь и прямо сейчас, чувствовать то, что чувствуешь, прямо сейчас.
И, наоборот, здесь и теперь невозможно: если мы пребываем в своих мыслях, если мы вспоминаем прошлые события или представляем будущие, если мы думаем о местах, которые находятся далеко. Не играет роли, думаем ли мы о событиях многолетней давности или о событиях, которые произошли всего секунду назад. Стоит только нам повернуть «внутренний взор» в сторону прошлого или будущего, как мы отключаемся от здесь и теперь, и наш ум начинает скакать по цепочке ассоциаций, увлекаемый памятью и воображением.

## Средневековая западноевропейская философия
В средневековой философии и логике здесь и теперь противопоставлялось везде и всегда.

## Психология и психотерапия
Термин здесь и теперь используется в психодраме, гештальттерапии, клиентцентрированной психотерапии, недирективном гипнозе. В психотерапию введён основателем психодрамы психиатром Я. Морено. Морено использовал «здесь и теперь» как принцип организации психодраматической сцены. Участники группы, исполняющие роли должны были действовать в сцене так, как будто всё происходит «здесь и теперь», хотя сама сцена могла относиться к отдалённому прошлому или будущему.
Это один из основных принципов работы на тренинге — говорить только о том, что происходит здесь и теперь, а не о том, что было когда-то или может случиться.

## Феноменология и экзистенциализм
см. Феноменология и Экзистенциализм